# Paul Durand (Illustrator)
Paul Durand (* 20. Januar 1925 in Île de Bréhat; † 30. Juni 1977 in Guerville) war ein französischer Illustrator und Maler.
Er ist besonders bekannt für seine zahlreichen Illustrationen für die grünen und rosa Bibliotheken (Hachette-Ausgaben) und seine Cover für die Ich habe gelesen-Ausgaben.
Er hat auch mit zahlreichen Zeitungen und Zeitschriften zusammengearbeitet, darunter Jours de France, Le Figaro littéraire, Paris-Presse, Le Pèlerin, Lectures pour tous und Télé 7 jours.

## Leben
Nach der Sekundarschule in Paris fertigte Paul Durand 1946 seine ersten Zeichnungen für Les Veillées des chaumières, Femina, La Femme chic sowie zahlreiche Werbeplakate an, darunter La Dauphine de Renault und den Herstellerkatalog (1955/56).
Er illustrierte Kurzgeschichten für Paris-Presse, Marie France und Francs Jeux. Die Fotografie ersetzte nach und nach die Zeichnungen in Zeitungen und er wandte sich der Kinderliteratur zu. Er wurde schnell von großen Verlagen wahrgenommen und veröffentlicht.
Ab 1951 illustrierte er für Hachette Livre viele Werke folgender Sammlungen:
Jugendbibliothek: Allein über den Atlantik, die Ostsee usw.;
Grüne Bibliothek: The Devil's Pond, Fisherman of Island, Alone across the Atlantic, The White Squadron, The Caius Affair usw.;
Rosa Bibliothek: Diloy der Landstreicher, Der böse Geist, Der Club der Fünf geht campen usw.;
Ideal-Bibliothek: Sissi, Sissi junges Mädchen, Sissi Kaiserin usw.;
Die Galaxie: Das Unglück von Sophie, Sissi, Onkel Toms Hütte, Die wilden Tiere, Jerry auf der Insel usw.
Aus seinen Begegnungen entstanden mehrere Bücher: Raboliot, La Dernier Harde und La Forêt perdu von Maurice Genevoix (Editions Delagrave), nachdem er 1960 mit dem Schriftsteller die Sologne entdeckt hatte; Le Grand Meaulnes von Alain-Fournier (Flammarion-Ausgaben) im Jahr 1962, was ihm den Dank der Schwester des Schriftstellers, Isabelle Rivière, einbrachte. Diese auf den Filmfestspielen von Cannes 1965 ausgestellten Zeichnungen und Studien inspirierten die Verfilmung von Jean-Gabriel Albicocco aus dem Jahr 1967. In den Jahren 1964/65 illustrierte er mehrere Alben, die von der Sendung „Bonne nuit les petits“ von Claude Laydu inspiriert waren, vertrieben durch das ORTF.
Von 1962 bis 1965 war er künstlerischer Leiter der Éditions Graphiques Internationales. Von 1966 bis 1977 fertigte er zahlreiche Illustrationen für die Editionen Deux coqs d'or (Les Contes de Perrault et d'Andersen, L'Île au Trésor, Les Trois Mousquetaires usw.) an, die auch im Ausland vertrieben wurden. Zwischen 1968 und 1977 entwarf er zahlreiche Cover (mehr als 160) für die Sammlung „J'ai lu“, insbesondere für Romane von Henri Troyat, Gilbert Cesbron, Bernard Clavel, Françoise Sagan, Jean-Louis Curtis und Guy des Cars, Françoise Mallet-Joris, Max Gallo, José Luis de Vilallonga usw.
1969 wählte Charles de Gaulle ihn für seine Weihnachtsbotschaft an die Kinder Frankreichs (Plon-Verlag) aus und besprach mit ihm die Wahl der Illustrationen.
Die französische Sektion der Andersen-Stiftung stellte ihn 1970 als Kandidaten für den Hans Christian Andersen Preis vor.
Er illustrierte 1971 den Freitag oder das wilde Leben von Michel Tournier (Flammarion) und 1975 De Gaulle, erzählt für junge Leute… von Pierre Lefranc. Sein letztes Buch erschien 1977: Mon livre de Cuisine von Ginette Mathiot (Flammarion).
Ab den 1950er Jahren überschritt der Ruhm von Paul Durand die Staatsgrenzen. 1957 verlieh ihm die Bundesrepublik Deutschland den Kinderbuchpreis. Seine Bücher wurden in mehr als zwanzig Ländern veröffentlicht, darunter in Japan (Freitag oder die Tierwelt) und den Vereinigten Staaten (Andersens Geschichten, Märchen, Hexen, Elfen… und die Katze! bei Golden Press).